# جورج ريتشاردسون (لاعب كرة قدم)
جورج ريتشاردسون (بالإنجليزية: George Richardson)‏ (4 ديسمبر 1891 في المملكة المتحدة - ) هو لاعب كرة قدم بريطاني (وحمل سابقاً جنسية المملكة المتحدة لبريطانيا العظمى وأيرلندا) في مركز الوسط. لعب مع هال سيتي وهدرسفيلد تاون.